# فقط شانس من
فقط شانس من (به انگلیسی just my luck) فیلمی در ژانر کمدی رمانتیک به کارگردانی دونالد پتری است.

## داستان
اشلی، دختر جوانی که به تازگی از دانشگاه فارغ‌التحصیل شده‌است. او همچنین خوش شانس‌ترین زن دنیا است و زندگی فوق‌العاده خوش و عالی دارد. او که همیشه این خوش شانسی را امری عادی می‌پندارد، در مهمانی بالماسکه هنگامیکه غریبه جذابی را می‌بوسد، ناگهان خوش شانسی او به‌طور وحشتناکی با بدشانسی عوض می‌شود و زندگی بسیار خوب و خوش او به جهنم تبدیل می‌شود.

## بازیگران
- لیندزی لوهان
- کریس پاین
- فیزون لاو
- میسی پایل
- مک‌فلای